# 화룽구 (어저우시)

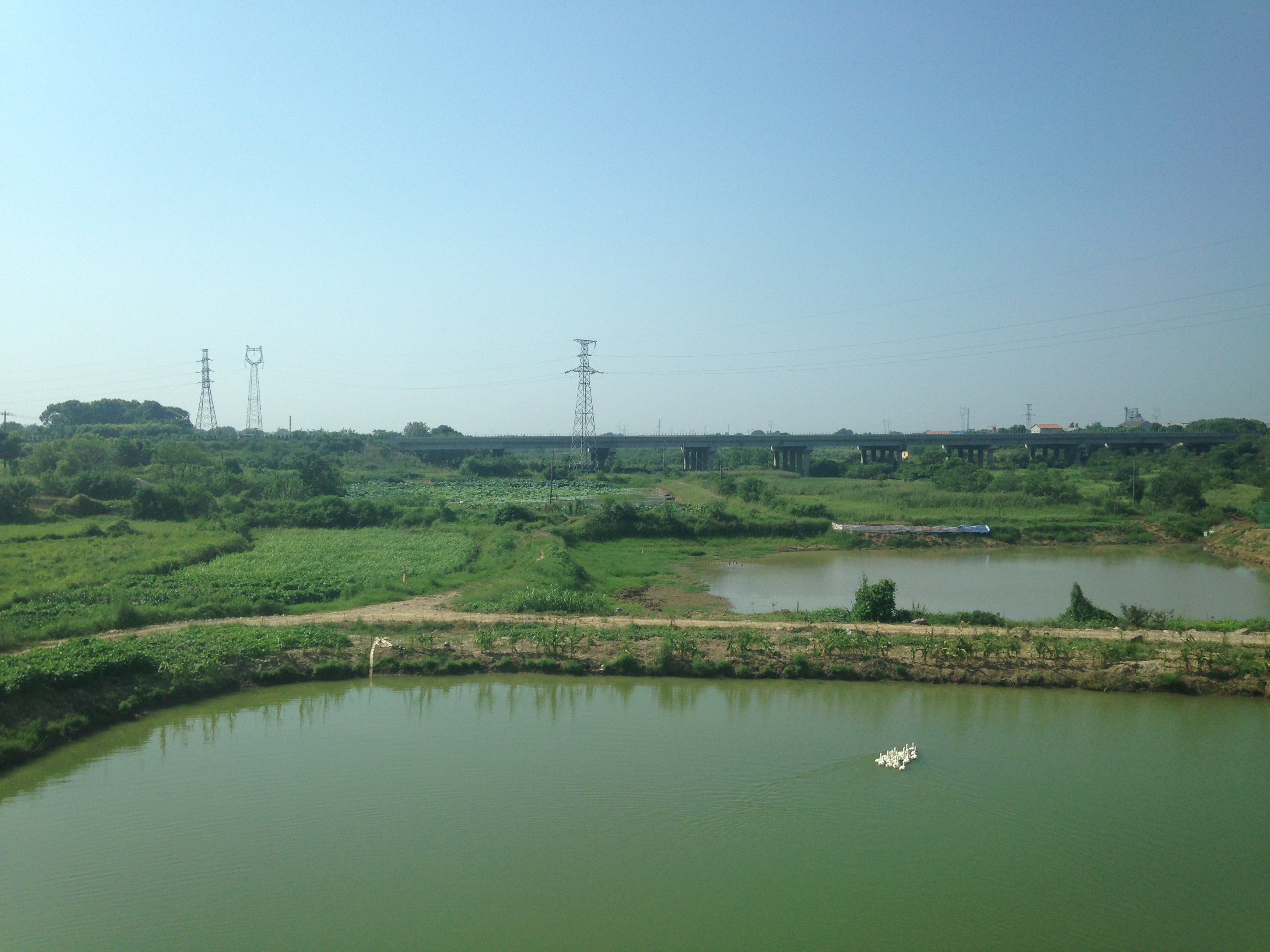

화룽구(한국어: 화용구, 중국어: 华容区, 병음: Huáróng Qū)는 중화인민공화국 후베이성 어저우 시의 현급 행정구역이다. 넓이는 460km2이고, 인구는 2007년 기준으로 260,000명이다.

## 행정 구역
4개 진, 2개 향을 관할한다.
- 진: 华容镇 , 庙岭镇 , 段店镇 , 葛店镇
- 향: 临江乡 , 蒲团乡